# Radioaktivt grundämne
Ett radioaktivt grundämne (även radioelement) är ett grundämne där alla isotoper är radioaktiva. I praktiken används termen även ibland generellt om naturligt förekommande grundämnen, med minst en naturligt förekommande radioaktiv isotop. Dessutom är alla grundämnen som har syntetiserats radioaktiva.
Radioaktiva grundämnen i egentlig mening är alla grundämnen efter bly i det periodiska systemet (inklusive vismut), samt teknetium och prometium. Följande grundämnen (såsom radium, radon och astat) förekommer naturligt som sönderfallsprodukter i uranserien och toriumserien.
Alla grundämnen efter uran i det periodiska systemet kallas transuraner. Den enda transuranen som är naturligt förekommande är plutonium (dock i mycket små mängder). Det finns dock antydningar om att några avlägsna transuraner kan ha tillräckligt långlivade isotoper för att kunna vara närvarande i naturen.
Många radioaktiva grundämnen har stor praktisk betydelse. Uran och plutonium används som klyvbart material i kärnreaktorer och kärnvapen. Vissa radioaktiva grundämnen används för produktion av kärnkraftsbränslen för en period av kontinuerlig drift upp till flera år. Långlivade isotoper av naturligt förekommande radioaktiva grundämnen används inom geokronologi.